# Ali in Wonderland
Ali in Wonderland  es una película dramática argelina de 1981 dirigida por Ahmed Rachedi. Ingresó en el duodécimo Festival Internacional de Cine de Moscú.

## Elenco
- Donato Bastos
- Djéloul Beghoura como Ali (as Djelloul Beghoura).
- Corinne Brodbeck como Thérèse.
- Albert Delpy como Jean-Christophe.
- Saïd Helmi como Salah.
- Henri Poirier
- Ahmed Snoussi como Ahmed.
- Andrée Tainsy
- Jean Valmont